# Tachina rufifrons
Tachina rufifrons là một loài ruồi trong họ Tachinidae.